# Жизеле Міро
Жизеле Міро (порт. Gisele Miró; нар. 1 листопада 1968) — колишня бразильська тенісистка.
Найвищу одиночну позицію світового рейтингу — 99 місце досягла 25 квітня 1988, парну — 108 місце — 21 листопада 1988 року.
Здобула 2 одиночні та 1 парний титул туру ITF.
Найвищим досягненням на турнірах Великого шолома було 2 коло в одиночному розряді.

## Фінали ITF
| Легенда         |
| --------------- |
| турніри $50,000 |
| турніри $25,000 |
| турніри $10,000 |

### Одиночний розряд (2–0)
| Результат | Ранг | Дата           | Турнір                 | Покриття | Суперниця      | Рахунок       |
| --------- | ---- | -------------- | ---------------------- | -------- | -------------- | ------------- |
| Перемога  | 1.   | 7 квітня 1986  | ITF Казерта, Італія    | Ґрунт    | Вілтруд Пробст | 6–3, 2–6, 6–3 |
| Перемога  | 2.   | 13 серпня 1990 | ITF Бразиліа, Бразилія | Ґрунт    | Сабріна Жіусту | 6–1, 6–0      |

### Парний розряд (1–2)
| Результат | Ранг | Дата           | Турнір                 | Покриття | Партнерка      | Суперниці                             | Рахунок          |
| --------- | ---- | -------------- | ---------------------- | -------- | -------------- | ------------------------------------- | ---------------- |
| Перемога  | 1.   | 7 квітня 1986  | ITF Казерта, Італія    | Ґрунт    | Беттіна Фулько | Вілтруд Пробст Маріанне ван дер Торре | 6–3, 6–3         |
| Поразка   | 2.   | 14 квітня 1986 | ITF Monte Viso, Італія | Ґрунт    | Карін Мос      | Гана Фукаркова Яна Новотна            | 1–6, 2–6         |
| Поразка   | 3.   | 4 жовтня 2008  | ITF Куритиба, Бразилія | Ґрунт    | Ізабела Міро   | Карен Кастібланко Аранса Салут        | 6–1, 2–6, [8–10] |